# Психічний розлад

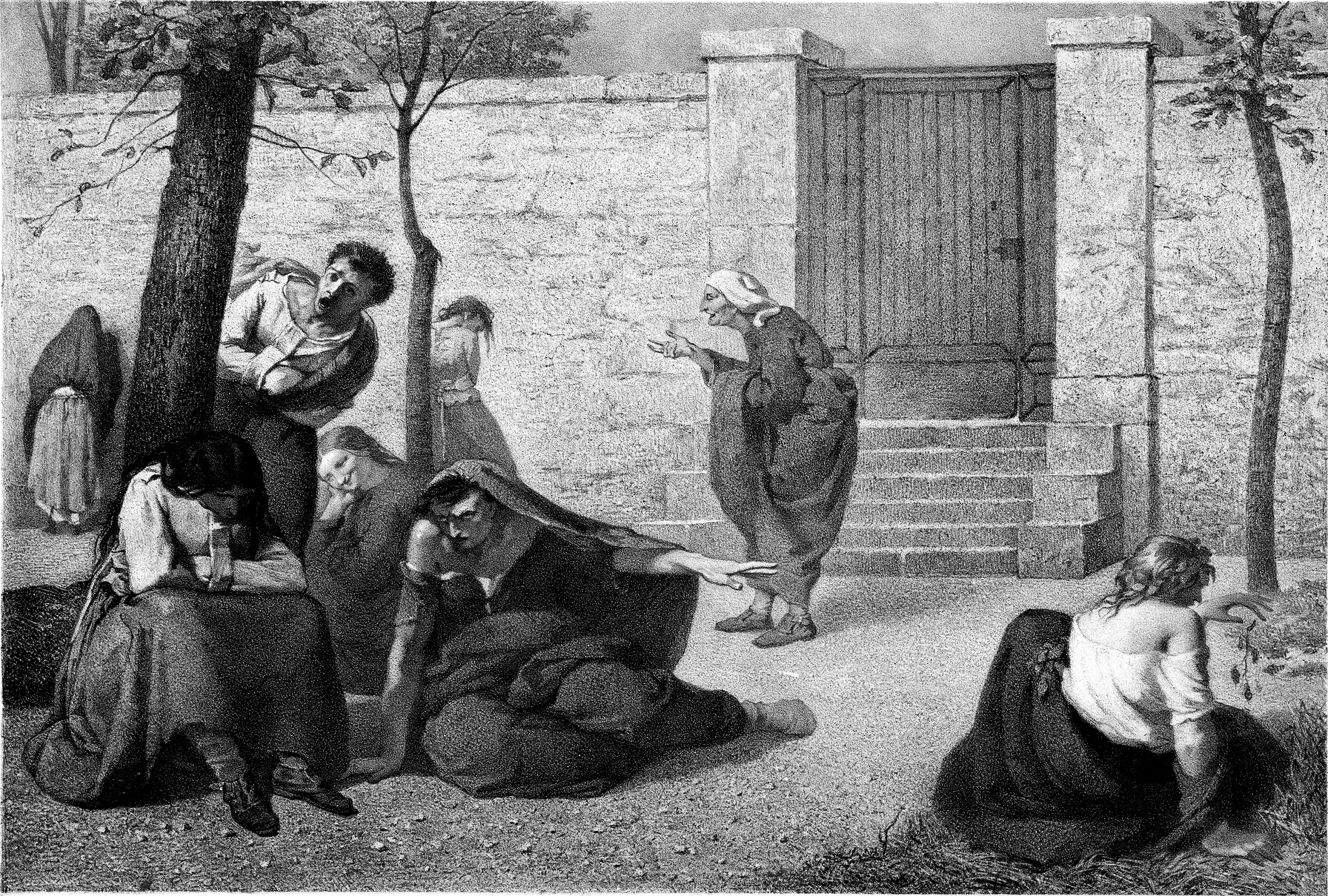
Літографський відбиток 1857 року, зроблений Арманом Готьє, що зображує людей з найпоширенішими психічними розладами XIX століття: божевіллям, манією величі, маніакальним синдромом, меланхолією, уроджена розумова відсталість, галюцинаціями, еротоманією та прогресивним паралічем в садах госпіталю Пітьє-Сальпетрієр

Психі́чний ро́злад — назва стану людини, що останнім часом замінила узвичаєне найменування «психічна хвороба», поширене до 1960–1980-х років. Слово «розлад» вживають у «Міжнародній класифікації хвороб» 10-го перегляду (МКХ-10), оскільки застосування термінів «хвороба» та «захворювання» викликало великі складнощі.

## Термінологія
«Психічний розлад» не є точно визначеним терміном, але в МКХ-10 під ним докладно представлено чіткий перелік клінічних симптомів або поведінкових ознак, які у більшості випадків завдають страждання і перешкоджають особистісній діяльності. Також зазначено, що відокремлені соціальні відхилення або конфлікти без особистісної дисфункції, не повинні залучатися до групи психічних розладів.
Для тлумачення стану «психічний розлад» використовують визначення способом негації — його розкривають як відсутність психічного здоров'я; або ж як сукупність ознак і моделей поведінки, які не притаманні загально прийнятому (нормальному) розвитку особистості чи культури. (Довідка: За визначенням ВООЗ, норма — є етичним зразком, правилами поведінки, котрі розглядаються як бажані, прийнятні або узвичаєні для тієї чи іншої культури. Багато дослідників відзначають засадничу неспроможність дати справедливе визначення «нормальної поведінки», оскільки у різних культурах й у відмінних історичних становищах, ознаки психічної норми різняться).
Всесвітня організація охорони здоров'я ВООЗ визначає психічне здоров'я як стан добробуту, за якого кожна людина може втілювати власні здібності, справлятися зі звичайними життєвими стресами, діяльно та плідно працювати, а також здійснювати внесок у життя своєї спільноти.
Термін психічний розлад може мати особливі визначення у національній юриспруденції, психіатрії та психології.
Деякі з психічних розладів виникають на ранньому етапі індивідуального розвитку, інші є наслідком соціального життя.

## Означення
Психічні розлади можуть бути розподілені зазвичай на психотичний розлад або психоз (англ. psychoses), тобто хворобливі стани, за яких наявні маячні ідеї, галюцинації, порушення свідомості, велике порушення емоцій і настрою, з'єднані з розладами мислення і діяльності, і непсихотичні розлади, що охоплює неврози й інші типи невротичних розладів (наприклад, адаптивні реакції), частина психосоматичних розладів, розумова відсталість, більшість груп органічного розладу особистості, алкогольні залежності та зловживання іншими речовинами, деякі сексуальні відхилення. Цей поділ не є точним, оскільки в ході деяких непсихотичних розладів, наприклад наркоманія, можуть з'явитися психотичні симптоми (скажімо, порушення свідомості).
Виокремлення більшості різних психологічних[прояснити] порушень, що застосовуються нині[коли?] в класифікації, такій як DSM або МКХ-5-10, зроблені переважно з практичних міркувань, пов'язаних із правилами поведінки — медичної, соціальної та правової. До того ж, автори цих класифікацій використовують загальніший термін «розлад» (англ. Disorder), щоб уникнути серйозних сумнівів стосовно терміна «хвороба» (англ. disease або англ. illness). А втім, деякі джерела застосовують терміни «психічний розлад» і «психічне захворювання» як взаємозамінні, за винятком відмінностей між конотацією цих термінів чи винятками.
Більш вузьким способом визначення «психічних розладів», є розпізнавання психозу. Розуміння розладу, пов'язане з тлумаченнями психічного здоров'я, нормальної (прийнятної) поведінки і його патології.

## Критерії психічного здоров'я
Всесвітня організація охорони здоров'я розробила мірила психічного здоров'я, відхилення від яких можуть розглядатися як ознака психічного розладу:
- усвідомлення та відчуття безперервності існування, постійність, ідентичність фізичного і психічного «Я»;
- відчуття подібності переживань у подібних становищах;
- вимогливе ставлення до себе, підсумків своєї діяльності;
- відповідність психічних реакцій силі й частоті впливів, соціальних ситуацій та обставин;
- здатність виправляти власну поведінку;
- планування своєї діяльності, впровадження цих планів;
- здатність змінити власну поведінку відповідно до певної події[1][6].

## Розлади психіки та поведінки за Міжнародним класифікатором хвороб
- [F00 F09] Органічні, зокрема симптоматичні, психічні розлади
- [F10 F19] Розлади психіки та поведінки внаслідок вживання психоактивних речовинРоки життя з поправкою на інвалідність для психоневрологічних станів на 100 000 жителів 2004 року, за країнами. Жовте — менше 2200, червоне — більше 4200.

Роки життя з поправкою на інвалідність для психоневрологічних станів на 100 000 жителів 2004 року, за країнами. Жовте — менше 2200, червоне — більше 4200.

- [F20 F29] Шизофренія, шизотипові стани та маячні розлади
- [F30 F39] Розлади настрою (афективні розлади)
- [F40 F49] Невротичні, пов'язані зі стресом та соматоформні розлади
- [F50 F59] Поведінкові синдроми, пов'язані з фізіологічними розладами та фізичними чинниками
- [F60 F69] Розлади зрілої особистості та поведінкові розлади
- [F70 F79] Розумова відсталість
- [F80 F89] Розлади, пов'язані з психологічним розвитком
- [F90 F98] Розлади поведінки та емоцій, які починаються здебільшого в дитячому та підлітковому віці
- [F99 F99] Неуточнений психічний розлад[7]

## Особливості тлумачення
Уявлення про те, що є, а що не є психічним розладом, змінюються разом із плином часу. Так, гомосексуальність з XIX ст. до 50—70-х рр. ХХ ст. вважалася психічним розладом, однак подальші наукові дослідження довели, що це не так. На відміну від розладів особистості, психічні розлади мають конкретно-особистісне значення, пов'язане із порушенням прийнятної соціальної діяльності особи, що не відзначалося у переважній більшості випадків гомосексуальності. Сама собою, сексуальна орієнтація не може розглядатися як розлад — вона може бути розладом, лише якщо через неї виникають психологічні проблеми (пункт F 66).
У європейському регіоні кількість психічних розладів у різних країнах коливається від 1 % до 6 %, у більшості країн також — від 1 % до 6 %. У ринкових та пострадянських країнах Європи, за розрахунками на 1990 роки, найпоширенішими розладами були депресія, біполярні порушення та шизофренія, які охоплювали понад 9,5 % усіх хвороб та інвалідностей загалом .
Поширені психічні розлади у світі охоплюють: депресію, яка уражає близько 264 мільйонів осіб, біполярний розлад, на який нездужає близько 45 мільйонів душ, деменцію, від котрої потерпають близько 50 мільйонів, і шизофренію та інші психози, якими страждає близько 20 мільйонів людей у всьому світі.

## Різновиди розладів
Дивіться також: Список психічних розладів
Існує багато різних категорій психічних розладів і багато різноманітних проявів людської поведінки та особистості, які можуть стати розладами.

### Тривожний розлад
Основна стаття: Тривожний розлад
Тривожний розлад — це занепокоєння або переляк, які заважають прийнятній діяльності, можна визначати як невроз. Загальновизнані категорії охоплюють специфічні фобії, генералізований тривожний розлад, соціальний тривожний розлад, панічний розлад, агорафобію, обсесивно-компульсивний розлад і посттравматичний стресовий розлад.

### Розлад настрою
Основна стаття: Розлад настрою
Інші афективні процеси (емоції/настрій) також можуть порушуватися. Розлад настрою, що охоплює надзвичайно напружений і тривалий смуток, меланхолію або відчай, знаний як велика депресія (також знана як уніполярна або клінічна депресія). Більш легка, але все ж тривала депресія може бути розпізнана як дистимія. Біполярний розлад (також знаний як маніакальна депресія) передбачає неприйнятно «підвищений» або напружений стан настрою, знаний як манія або гіпоманія, що чергується з нормальним або депресивним настроєм. Ступінь, до якої уніполярні та біполярні явища настрою представляють різні категорії розладу, або змішуються та зливаються впродовж вимірювання чи спектру настрою, є предметом деяких наукових дебатів.

### Психотичний розлад
Основна стаття: Психотичний розлад
Зразки переконань, використання мови та сприйняття дійсності можуть стати некерованими (наприклад, марення, розлади мислення, галюцинації). Психотичні розлади з цього переліку, стосуються шизофренії та маревного розладу. Шизоафективний розлад — це визначення, яке використовують для осіб, котрі показують ознаки як шизофренії, так і афективних розладів. Шизотипія – це категорія, яка застосовується для осіб, котрі виявляють деякі ознаки, пов’язані з шизофренією, але не відповідають граничним критеріям.

### Розлад особистості
Основна стаття: Розлад особистості

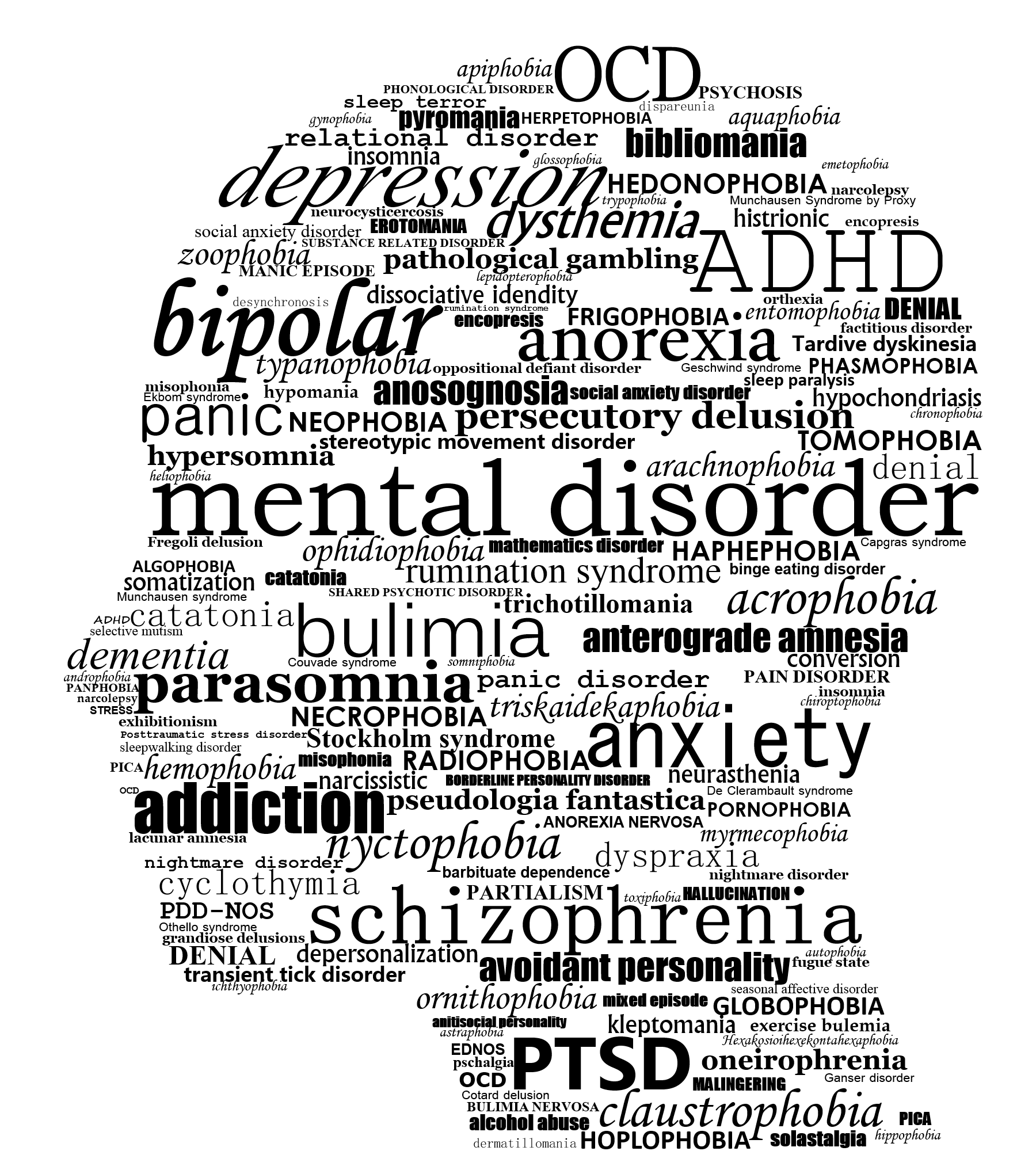
Силует психічних розладів

Особистість — як основоположні властивості/риси людини, котрі впливають на думки та поведінку в різних становищах і в часі — можна вважати невпорядкованою, якщо вважати її неприйнятно жорсткою та дезадаптивною (нездатною до призвичаєння). Хоча дехто розглядає їх окремо, загальновживані категоріальні схеми визначають їх як психічні розлади, хоча й на окремій осі II у випадку DSM-IV. Перелічено низку різних розладів особистості, зокрема ті, котрі інколи класифікуються як ексцентричні, наприклад: параноїдальні, шизоїдні та шизотипові розлади особистості; типи, які описуються як драматичні або емоційні, як от антисоціальні, прикордонні, театральні або нарцисичні розлади особистості; і розлади особистості, котрі інколи тлумачаться як пов’язані зі страхом, наприклад, розлади особистості, пов’язані з уникненням тривоги, залежність або обсесивно-компульсивні розлади. Розлади особистості, здебільшого, визначаються як такі, що виникають у дитинстві або принаймні в підлітковому чи ранньому дорослому віці. МКХ (міжнародна класифікація хвороб) також має категорію для стійких змін особистості після руйнівного досвіду або психічної хвороби. Якщо нездатність належним чином пристосуватися до життєвих обставин починається протягом трьох місяців після певної події чи ситуації, та закінчується протягом шести місяців після припинення або усунення стресора (надзвичайного подразника), її можна класифікувати як розлад адаптації. Існує згода стосовно того, що розлади особистості, як і притаманних рис особистості в цілому, передбачають суміш гострої дисфункціональної поведінки, яка може вирішуватися протягом короткого періоду часу, і дезадаптивних темпераментних рис, які є більш стійкими. До того ж, наявні також некатегорійні схеми, які оцінюють усіх людей за профілем різних вимірів особистості без відсікання на основі симптомів від нормальних варіацій особистості, наприклад, за допомогою схем, заснованих на вимірних моделях.

### Розлад харчової поведінки
Основна стаття: Розлад харчової поведінки
Розлади харчової поведінки стосуються невідповідної турботи про їжу та вагу. Категорії розладів у цьому переліку охоплюють нервову анорексію, нервову булімію, булімію фізичних вправ або компульсивне переїдання (зняття напруги через їжу).

### Розлад сну
Основна стаття: Порушення сну, Неспання
Розлади сну пов’язані з порушенням прийнятного перебігу сну. Поширеним розладом сну є безсоння, яке бачиться як труднощі з засипанням і/або збереженням сну. Інші розлади сну охоплюють нарколепсію, апное сну, розлад поведінки у фазі швидкого сну, хронічну депривацію сну та синдром неспокійних ніг.
Нарколепсія, це стан надзвичайної схильності засинати будь-де та будь-коли. Люди з нарколепсією відчувають себе бадьорими після випадкового сну, але з часом знову стають сонними. Діагностика нарколепсії вимагає ночівлі в центрі сну для дослідження, під час якого лікарі просять докладну історію сну та записи сну. Лікарі також використовують актіграфію та полісомнографію. Лікарі проведуть багаторазовий тест на затримку сну, який вимірює, скільки часу потрібно людині, щоби заснути.

### Пов'язані з сексуальністю
Сексуальні розлади охоплюють диспареунію та різні види парафілії (статеве збудження до об’єктів, ситуацій або осіб, які вважаються ненормальними або шкідливими для людини чи інших).

### Інші розлади
Розлад контролю над імпульсами: людей, які неприродно нездатні протистояти певним потягам або імпульсам, котрі можуть бути шкідливими для них самих або інших, можна визначати як такі, що мають розлад контролю над власними поривами, та такі розлади, як от клептоманія (крадіжка) або піроманія (підпал). Різні поведінкові залежності, наприклад залежність від азартних ігор, можна визначати як розлад. Обсесивно-компульсивний розлад інколи може стосуватися нездатності чинити опір певним діям, але розпізнається окремо як здебільшого тривожний розлад.
Розлад, пов’язаний із вживанням психоактивних речовин: цей розлад стосується вживання наркотиків (легальних або нелегальних, зокрема алкоголю), яке триває, попри значні проблеми або шкоду, пов’язану з його вживанням. Залежність від психоактивних речовин і зловживання психоактивними речовинами підпадають під цю загальну категорію в DSM. Розлад, пов’язаний зі зловживанням психоактивними речовинами, може бути наслідком компульсивного та повторюваного вживання наркотику, що призводить до розвитку призвичаєності до його ефектів і симптомів відмови (відхилень у стані), коли споживання зменшується або припиняється.
Дисоціативний розлад: люди з серйозними порушеннями самовизначення, пам’яті та загального усвідомлення себе та власного оточення, можуть бути розпізнані як такі, що мають ці види розладів, зокрема розлад деперсоналізації або дисоціативний розлад ідентичності (котрий раніше називався розладом множинної особистості або «роздвоєння особистості»).
Когнітивні розлади: вони впливають на когнітивні здібності, наприклад навчання та пам'ять. Ця категорія охоплює марення, а також легкі та серйозні нейрокогнітивні розлади (раніше називалися деменцією).
Порушення розвитку: ці порушення спочатку виникають у дитинстві. Деякі прикладами є розлад аутистичного  спектру, опозиційний розлад і розлад поведінки, а також синдром нестачі уваги з гіперактивністю (СНУГ), які можуть тривати у дорослому віці. Розлад поведінки, якщо він продовжується в дорослому віці, може бути діагностований як антисоціальний розлад особистості (дисоціальний розлад особистості в МКХ). Поширені ярлики, такі як психопат (або соціопат), не з’являються в DSM або ICD, але дехто пов’язує їх із цими діагнозами.
Соматоформні розлади можуть бути визначені, коли є проблеми, котрі, здається, виникають в організмі та вважаються проявами психічного розладу. Це стосується розладу соматизації та конверсійного розладу. Існують також розлади того, як людина сприймає власне тіло, наприклад дисморфічний розлад тіла. Неврастенія — задавнений діагноз, який передбачає соматичні скарги, а також втому та поганий настрій/депресію, який офіційно визнано МКХ-10, але більше не визнається DSM-IV.
Несправжні розлади діагностуються, якщо вважається, що симптоми повідомляються задля особистої вигоди. Прояви розладів, часто створюються навмисно або вони заохочуються, і можуть стосуватися симптомів у людини або когось із її близьких, зокрема осіб, про яких вони піклуються.
Є спроби запровадити категорію розладів стосунків, коли діагностується взаємини, а не будь-яка особа в цих стосунках. Взаємозв'язки можуть бути між дітьми та їхніми батьками, між парами чи іншими. Під категорією психозу вже наявний діагноз спільного психотичного розладу, коли двоє або більше осіб поділяють певну ілюзію через їхні близькі стосунки один з одним.
Існує набір незвичайних психіатричних синдромів, які часто називають на честь людини, котра вперше їх описала, наприклад, синдром Капгра, синдром де Клерамбо, синдром Отелло, Ґанзера, марення Котара та синдром Екбома, а також додаткові розлади, такі як синдром Кувад і синдром Гешвінда.

## Попередження
Основна стаття: Профілактика психічних розладів
У звіті ВООЗ «Профілактика психічних розладів» за 2004 рік зазначено, що «Попередження цих розладів, очевидно, є одним із найдієвіших способів зменшити тягар [захворювання]». Керівництво Європейської психіатричної асоціації (EPA) 2011 року щодо профілактики психічних розладів стверджує: «Існує значна кількість доказів того, що різним психічним захворюванням можна запобігти шляхом впровадження дієвих втручань, що ґрунтуються на доказах». У звіті Департаменту охорони здоров’я Великої Британії за 2011 рік щодо грошового обґрунтування зміцнення психічного здоров’я та попередження психічних захворювань зазначено, що «багато втручань мають надзвичайно добре співвідношення ціни й якості та мають низьку вартість і часто стають  згодом самоокупними, заощаджуючи державні витрати». 2016 року, Національний інститут психічного здоров’я знову підтвердив профілактику як першочергову галузь досліджень.
Відповідне виховання може вплинути на психічне здоров’я дитини, і дані свідчать про те, що допомога батькам у діяльнішій взаємодії з власними дітьми, може задовольнити потреби в їхньому психічному здоров’ї.
Універсальна профілактика (спрямована на населення, яке не має підвищеного ризику розвитку психічного розладу, наприклад, шкільні програми чи кампанії в ЗМІ) потребує дуже великої кількості людей, щоби отримати віддачу. Підходи до подолання цього полягають у (1) зосередженні на групах із високим рівнем захворюваності, (2) у використанні кількох втручань для досягнення більших, отже й, більш статистично обґрунтованих ефектів, (3) у використанні кумулятивних мета-аналізів багатьох випробувань і (4) проведення дуже розлогих випробувань.

### Наслідки економічних криз
Згідно з оглядом EPA 2016 року, існує загальна згода щодо згубного впливу економічних криз на психічне здоров’я, зокрема на психічний добробут, депресію, тривожні розлади, безсоння, зловживання алкоголем і суїцидальну поведінку. Основними чинниками ризику є безробіття, борги, неусталені умови праці, нерівність, відсутність соціальних зв’язків і непевність житла. Чоловіки працездатного віку можуть бути особливо схильні до ризику, а також групи населення з попереднім низьким соціально-економічним статусом або стигматизовані групи населення. Дуже поширена жорстка економія та погано розвинені системи соціального забезпечення, посилюють шкідливий вплив економічних криз на психічне здоров’я. Кілька досліджень, присвячених політичним заходам, свідчать про те, що розробка програм соціального захисту, як от програми активної роботи, системи соціальної допомоги, захист від відсутності житла та кращий доступ до психіатричної допомоги (особливо на рівні первинної медичної допомоги), є терміновою потребою.

## Опікування розладами
Основні статті: Лікування психічних розладів, Послуги щодо психічних розладів і Фахівці з психічного
здоров'я

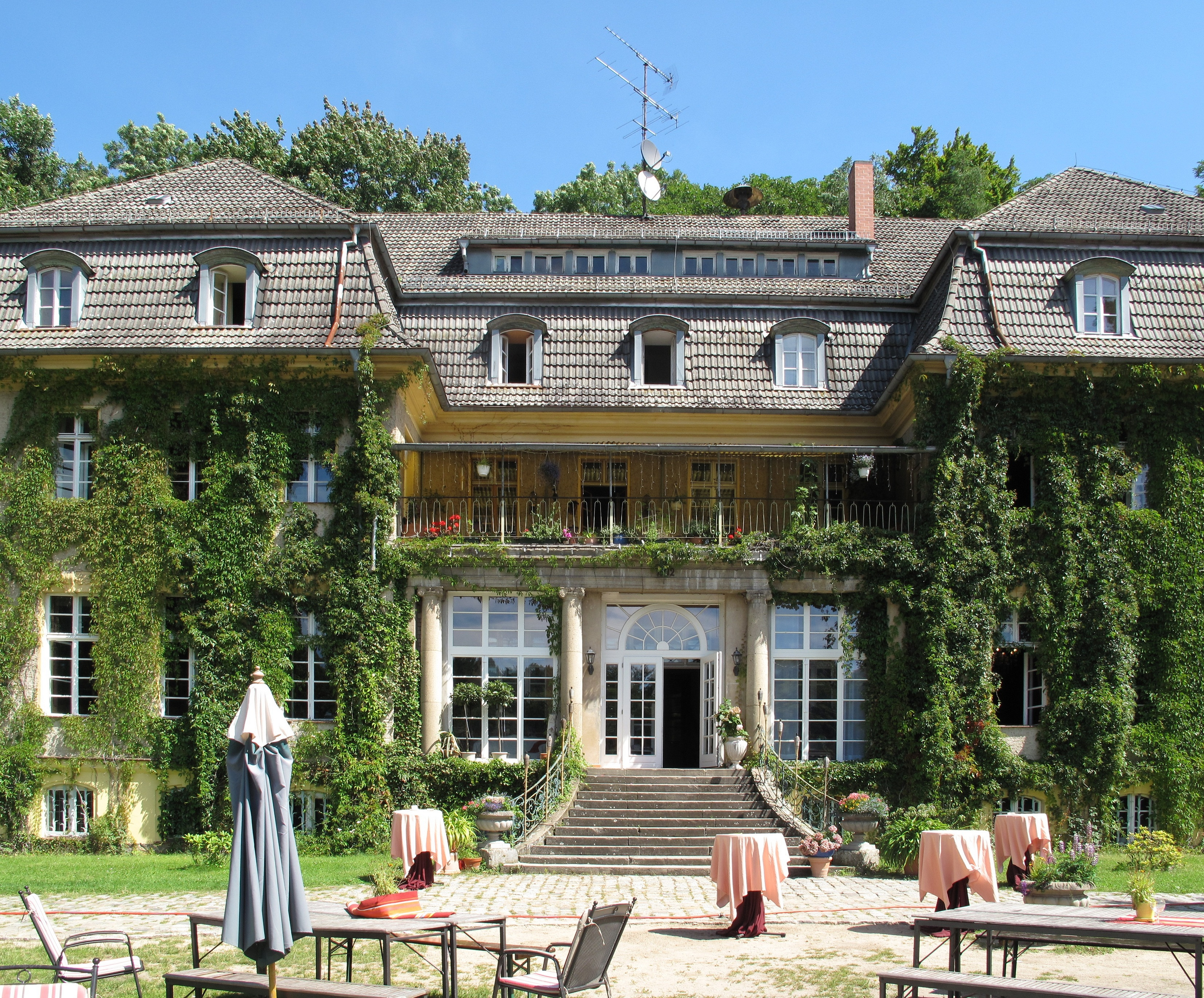
Німеччина. Колишній заміський маєток на березі з особняком 1912 року, тепер поділений на школу для дітей з особливими потребами та готель із впровадженою концепцією трудового навчання та реабілітації для людей з психічними захворюваннями («Haus Tornow am See»).

Лікування та підтримка щодо психічних розладів, надаються в психіатричних лікарнях, клініках або низці громадських служб психічного здоров'я. У деяких країнах послуги дедалі більше ґрунтуються на підході до одужання, спрямованому на підтримання особистого просування людей до досягнення такого життя, яке вони хочуть.
Існує цілий набір різних видів лікування, і те, що є найпридатнішим, залежить від власне розладу та особистості. Було виявлено, що багато речей допомагають принаймні деяким людям, і явище плацебо може мати певний вплив у будь-якому втручанні чи лікуванні. У меншості випадків, з людьми можуть поводитися проти їхньої волі, що здатне спричинити особливі складнощі залежно від того, як це здійснюється та сприймається. Примусове лікування в суспільстві, проти непримусового лікування, здається, не має великої різниці, за винятком можливо, зменшення віктимізації.

### Спосіб життя
Лінії поведінки стосовно способу життя, зокрема зміни в харчуванні, фізичні вправи та відмова від куріння, можуть бути корисними.

### Терапія
Існує також широкий перелік психотерапевтів (зокрема сімейна терапія), порадників і спеціалістів у галузі охорони здоров'я. До того ж, існують ролі підтримки однолітків, де особистий досвід вирішення подібних питань, є основним джерелом знань.
Переважним способом лікування багатьох психічних розладів є психотерапія. Існує кілька основних типів. Когнітивно-поведінкову терапію (КПТ) широко використовують і вона основана на зміні моделей мислення та поведінки, пов’язаних із певним розладом. Інші види психотерапії охоплюють діалектичну поведінкову терапію (DBT) і міжособистісну психотерапію (IPT). Психоаналіз, який розглядає глибинні психічні конфлікти та захисти, був переважною школою психотерапії та все ще використовується. Інколи застосовують системну терапію або сімейну терапію, спрямовану на мережу значущих людей, а також на окрему людину.
Деякі психотерапії засновано на гуманістичному підході. В наявності багато особливих терапій, які використовують для певних розладів, які можуть бути відгалуженнями або поєднаннями вищевказаних типів. Фахівці з питань психічного здоров’я часто застосовують еклектичний або інтегративний підхід. Багато що може залежати від терапевтичних стосунків, і можуть виникнути питання з довірою, таємністю та залученням.

### Ліки
Основним способом лікування багатьох психічних розладів є психіатричні ліки, й існує кілька основних груп. Антидепресанти використовують для лікування клінічної депресії, а також часто для лікування тривоги та низки інших розладів. Анксіолітики (зокрема седативні засоби) застосовуються для лікування тривожних розладів і пов’язаних із ними питань, таких як безсоння. Стабілізатори настрою використовують переважно у разі біполярного розладу. Антипсихотики придатні для психотичних розладів, особливо щодо позитивних симптомів при шизофренії, а також все частіше для низки інших розладів. Стимулятори зазвичай застосовуються, особливо для лікування СДУГ (синдрому дефіциту/нестачі уваги з гіперактивністю).
Попри різноманітні загальноприйняті назви груп препаратів, може існувати значне збігання розладів, стосовно яких вони насправді показані, а також може бути використання ліків не за призначенням.